# 11. honvedski pehotni polk (Avstro-Ogrska)
Za druge 11. polke glejte 11. polk.
11. honvedski pehotni polk je bil pehotni polk avstro-ogrskega Honveda.

## Zgodovina
Polk je bil ustanovljen leta 1886.

### Prva svetovna vojna
Polkovna narodnostna sestava leta 1914 je bila sledeča: 42% Madžarov, 40% Slovakov, 10% Rusinov in 8% drugih.

## Poveljniki polka
- 1914: Rudolf Pillepic von Lippahora[2]